# Villanueva de la Condesa
Villanueva de la Condesa község Spanyolországban, Valladolid tartományban.  Lakosainak száma 59 fő (2024).

## Népesség
A település népessége az utóbbi években az alábbiak szerint változott:
| Lakosok száma | 40   | 44   | 46   | 76   | 64   | 56   | 58   | 61   | 58   | 59   |
|               | 2001 | 2004 | 2007 | 2009 | 2012 | 2014 | 2017 | 2019 | 2022 | 2024 |